# St. Mauritius (Bonstetten ZH)

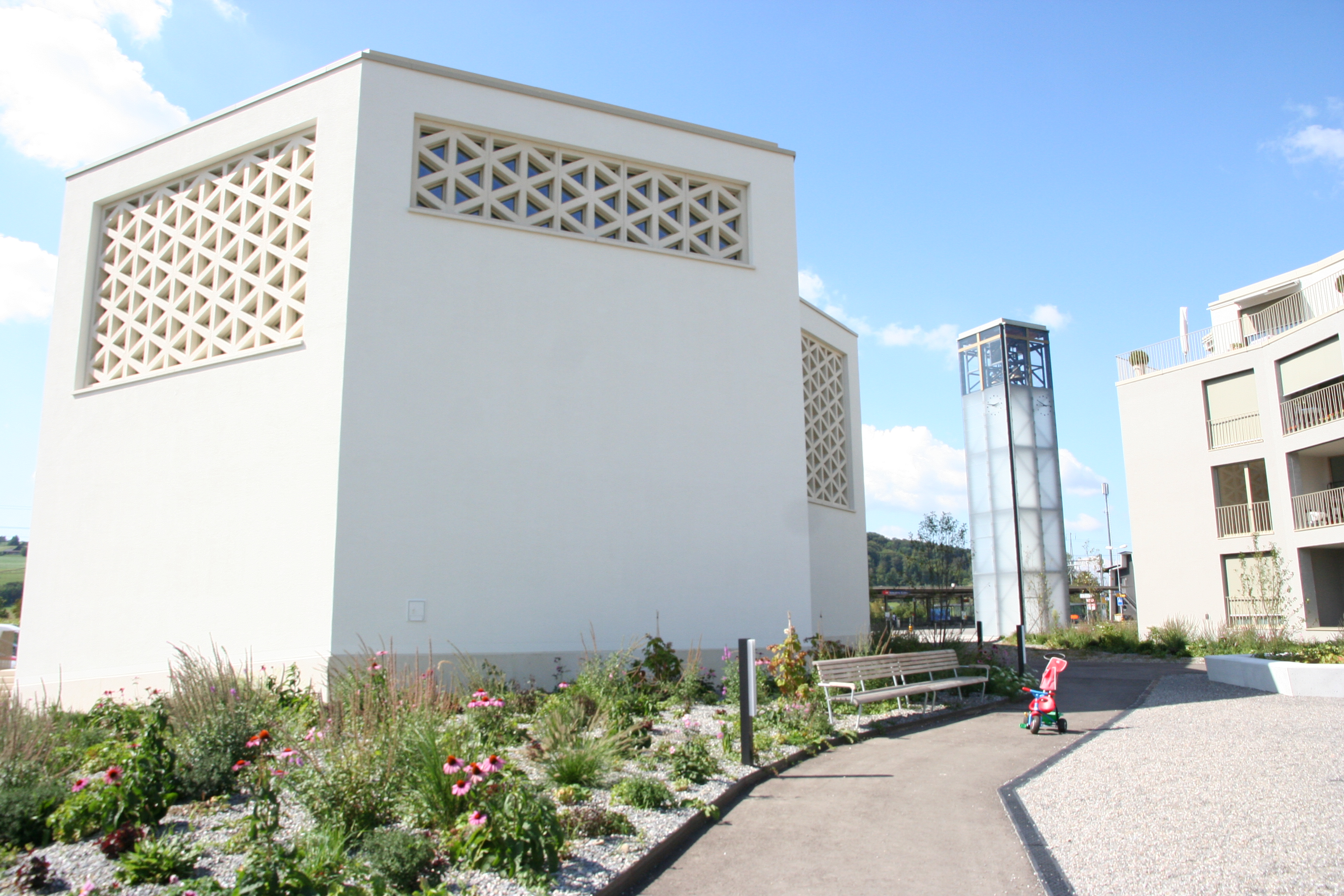
Kirche St. Mauritius

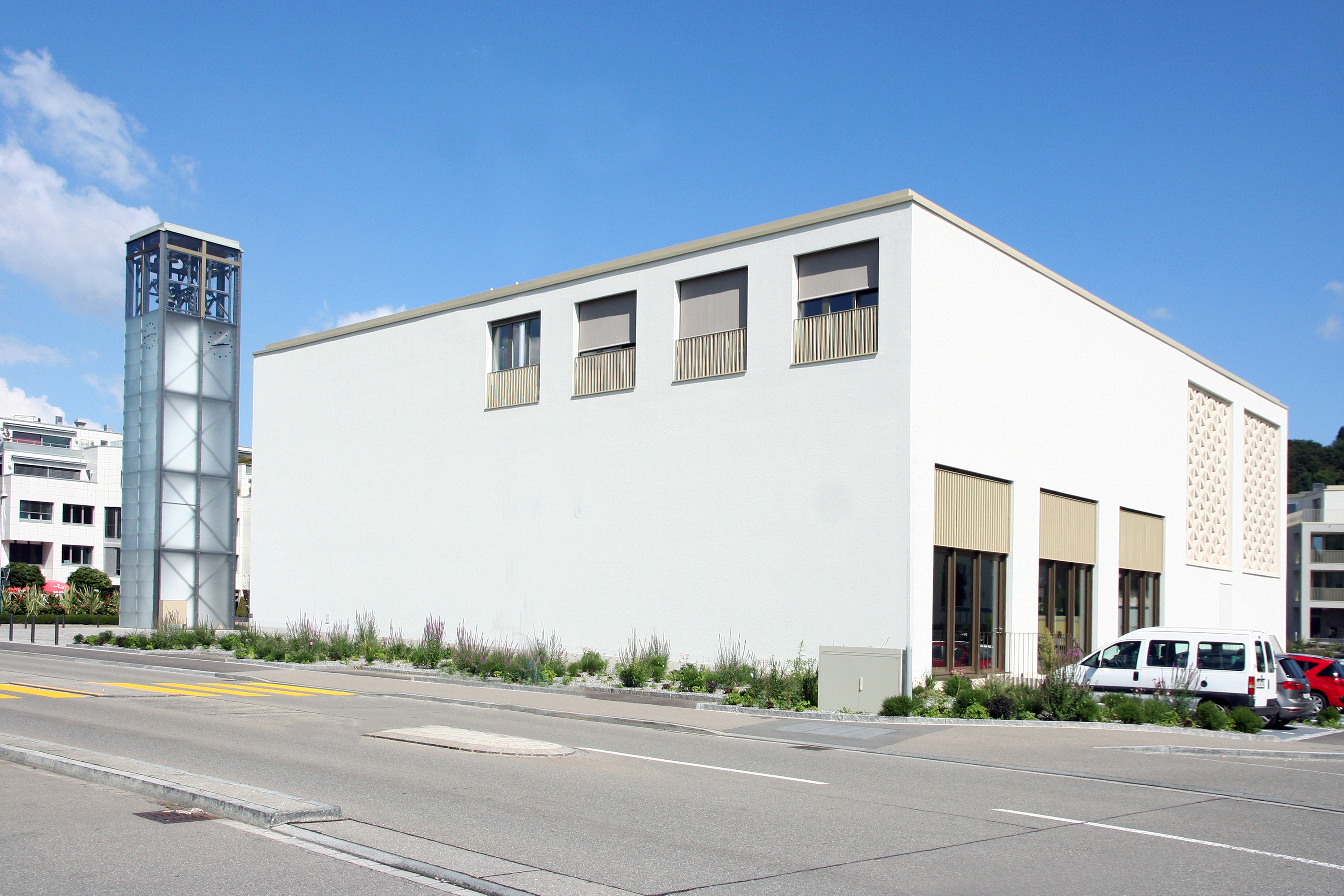
Ansicht von Südwesten

Die Kirche St. Mauritius ist die römisch-katholische Pfarrkirche von Bonstetten im Kanton Zürich. Es handelt sich um die derzeit (Stand 2016) jüngste katholische Kirche im Kanton Zürich nach den Kirchen St. Marien (Richterswil-Samstagern) und St. Franziskus (Uetikon am See). Die zu St. Mauritius gehörige Kirchgemeinde ist zuständig für die Orte Bonstetten, Stallikon und Wettswil am Albis.

## Geschichte

### Vorgeschichte und Namensgebung
Die mittelalterliche Kapelle von Bonstetten war eine Filiale von St. Stephan zu Stallikon und wurde um das Jahr 1360–1370 urkundlich erstmals erwähnt. 1439 wurde der Nachfolgebau geweiht, im Alten Zürichkrieg dann beschädigt und 1448 rekonziliiert zu Ehren des hl. Mauritius, weshalb auch die heutige katholische Kirche von Bonstetten diesem Heiligen geweiht ist. 1484 wurde Bonstetten zu einer eigenständigen Pfarrei. Die Kollatur und der Zehnt lagen beim Kloster St. Blasien und gingen 1812 vom Grossherzogtum Baden an Zürich über.
Als in Zürich ab dem Jahr 1523 die Reformation durchgeführt wurde, war der katholische Gottesdienst fortan auch in den zürcherischen Untertanengebieten verboten, weshalb die Kirche von Bonstetten für reformierte Gottesdienste weiterverwendet wurde. Erst das Toleranzedikt von 1807 erlaubte erstmals wieder den katholischen Ritus, jedoch örtlich auf die Stadt Zürich beschränkt. Die Niederlassungs- und Glaubensfreiheit der Helvetischen Republik und ab 1848 im schweizerischen Bundesstaat erlaubte den katholischen Arbeitern und ihren Familien, in den reformiert geprägten Kanton Zürich zu ziehen. Die Industrialisierung liess in der Gegend von Affoltern verschiedene Firmen entstehen, sodass die Region für Arbeiter attraktiv wurde. Im Jahr 1860 zählte der Bezirk Affoltern 322 Katholiken, 1888 schon 1013, wovon 273 in Affoltern selbst wohnhaft waren. Diese Zahlen verdeutlichen, dass der Aufbau einer katholischen Pfarrei in Affoltern vordringlich schien. Die Inländische Mission, welche in den reformiert geprägten Kantonen die Gründung von katholischen Pfarreien finanziell unterstützte, ermöglichte in Affoltern am 30. Mai 1887 die Eröffnung einer Missionsstation. Am 18. Mai 1891 wurde Affoltern zur Pfarrei St. Josef erhoben. Die Katholiken aus Bonstetten, Stallikon und Wettswil wurden von der Pfarrei Affoltern aus betreut.

### Entstehungs- und Baugeschichte
Das Bevölkerungswachstum in der ersten Hälfte des 20. Jahrhunderts und besonders nach dem Zweiten Weltkrieg liess bei den Katholiken von Bonstetten, Stallikon und Wettswil den Wunsch nach einer eigenen Pfarrei aufkommen. 1959 wurde das Restaurant Zum Bahnhof in Bonstetten gekauft. Bis 1964 fanden Gottesdienste und Vereinsanlässe im Saal des bis 1970 in Betrieb stehenden Restaurants statt. 1965 wurde der Saal des Restaurants durch Architekt Robert Bürkler, Affoltern, in eine Kapelle umgebaut. Am 3. Oktober 1965 wurde der kirchliche Raum durch Generalvikar Alfred Teobaldi eingeweiht. Der Bischof von Chur, Johannes Vonderach, ernannte Bonstetten, Wettswil und Stallikon zum Pfarrrektorat und 1980 zur eigenständigen Pfarrei, die von der Mutterpfarrei Affoltern a. A. abgetrennt wurde. 1982 erfolgte der zweite Umbau des kirchlichen Raumes, vorgenommen von Architekt Werner Meier, Wettswil. Die Einsegnung der umgestalteten Kirche nahm Bischof Johannes Vonderach am 27. November 1982 vor.
Für die wachsende Pfarrei erwies sich das ehemalige Restaurant, in dem die erste Kirche samt Pfarreizentrum eingerichtet war, als zunehmend zu klein und unpraktisch. Deshalb wurde 2008 ein Architekturwettbewerb für eine neue Kirche ausgeschrieben. Im April 2010 erhielten die Architekten Ramser und Schmid, Zürich, für ihr Projekt den ersten Preis. Im Herbst 2014 erfolgten der Rückbau der alten Gebäude und der Baubeginn der neuen Kirche. Am 10. Februar 2015 fanden der erste Spatenstich sowie die Weihe des Grundsteins durch Generalvikar Josef Annen statt. Für den Bau der Kirche wurde der Glockenturm von seinem bisherigen Standort um 20 Meter verschoben sowie um vier Meter erhöht. In zweijähriger Bauzeit entstanden auf dem Gelände die neue St.-Mauritius-Kirche samt Pfarreizentrum sowie zusätzlich 45 Wohnungen. Am 5. Juni 2016 wurde die neue Kirche St. Mauritius von Bischof Vitus Huonder eingeweiht.
Die Pfarrei St. Mauritius ist mit ihren 3'354 Mitgliedern (Stand 2021) eine der kleineren katholischen Kirchgemeinden des Kantons Zürich. Zur Kirchgemeinde gehören die Orte Bonstetten, Stallikon und Wettswil a. A.

## Die erste St.-Mauritius-Kirche (1961–2014)

### Kirchturm und Äusseres
Die erste St.-Mauritius-Kirche befand sich am gleichen Ort wie die heutige Kirche, neben dem Bahnhof Bonstetten-Wettswil, und war im Saal eines ehemaligen Gasthofs eingebaut, was dem Gebäudekomplex von aussen anzusehen blieb. Beim Gebäude handelte es sich um ein älteres Haus mit Giebeldach, an das in späterer Zeit ein grösserer Saal angebaut wurde. Dieser wurde 1965 zur Kirche St. Mauritius umgebaut. Nach der Schliessung des Restaurants 1970 wurden 1971 bis 1972 die baufälligen Wohngeschosse abgetragen und das ehemalige Restaurant mit einem Flachdach überdeckt. Das so entstandene Pfarreiheim wurde am 27. August 1972 eröffnet. Da die Kirche von aussen als solche nicht gut erkennbar war, wurde beim Umbau der Kirche 1982 auch der Vorplatz neugestaltet. Nach der Jahrtausendwende entstand der Wunsch, einen freistehenden Kirchturm zu errichten. Da sich ein Neubau der Kirche samt Pfarreizentrum abzeichnete, beschloss man, den Kirchturm als eigenständigen Baukörper zu gestalten, und errichtete ihn 2005 an der südwestlichen Ecke des Baugrunds an der Stationsstrasse. Im Rahmen des Neubaus der Kirche wurde der Kirchturm im Jahr 2015 um 20 Meter verschoben und um ein viertes Glassegment erhöht.

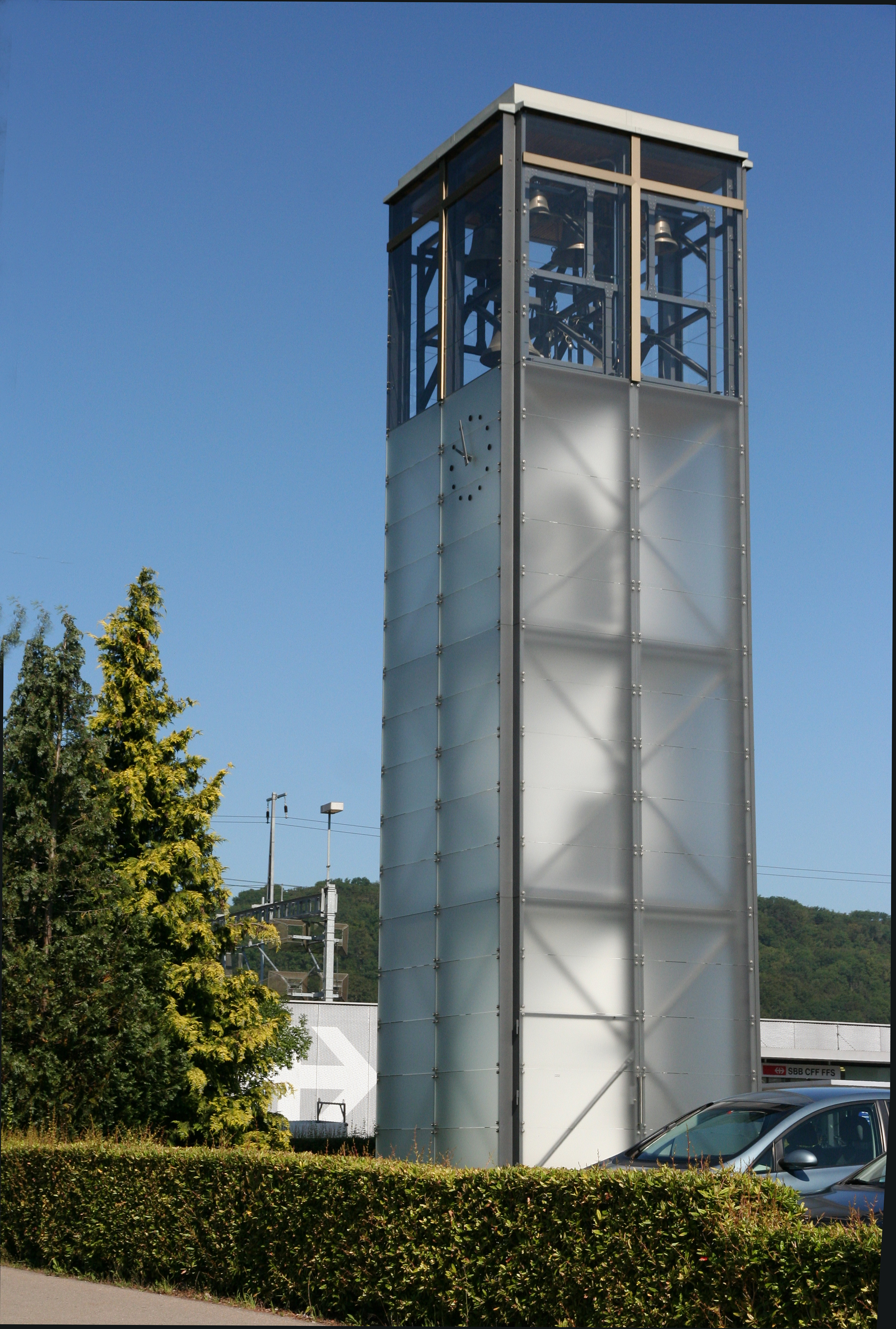
Der verkürzte Kirchturm 2005–2015
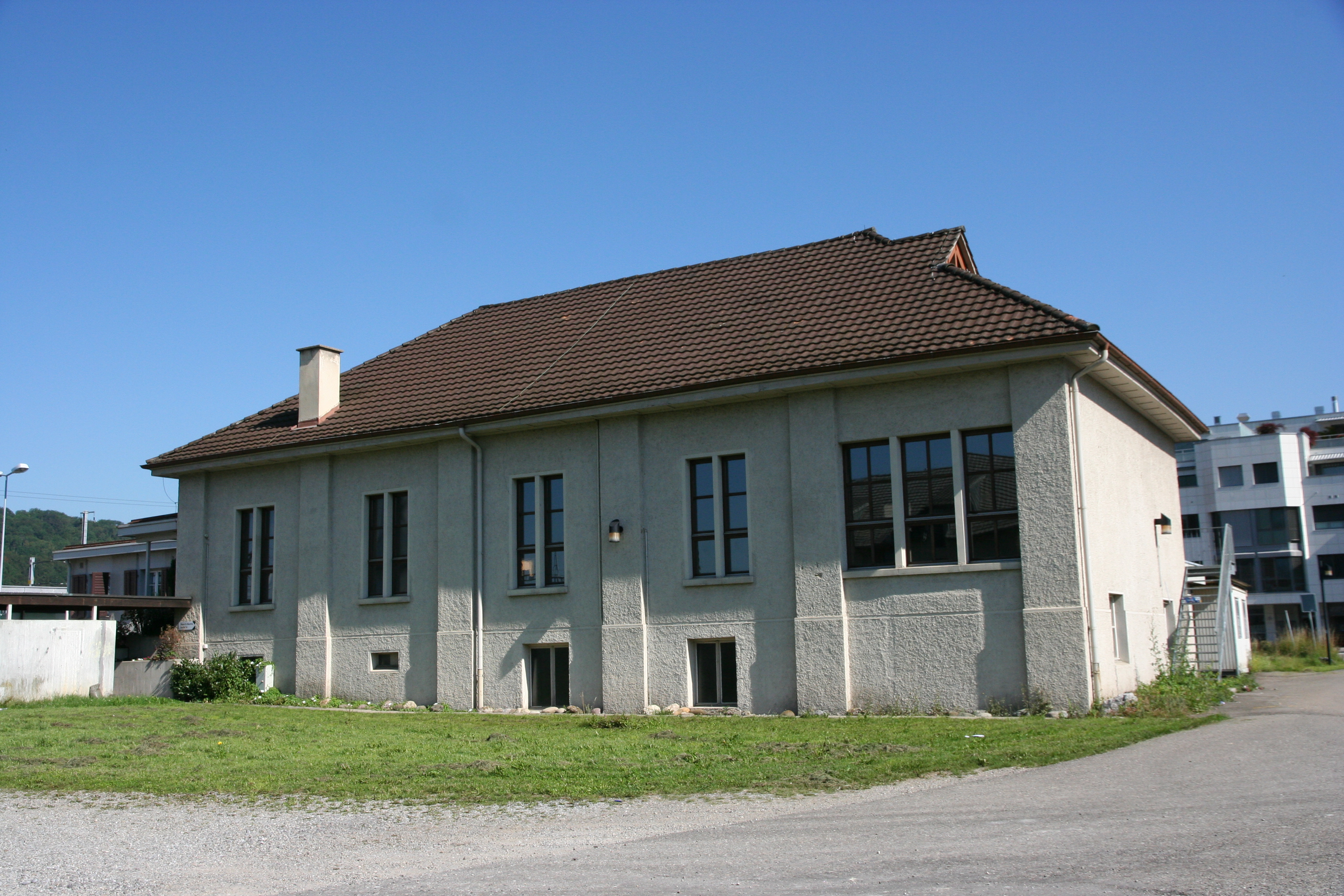
Die erste Kirche St. Mauritius, Ansicht 2014
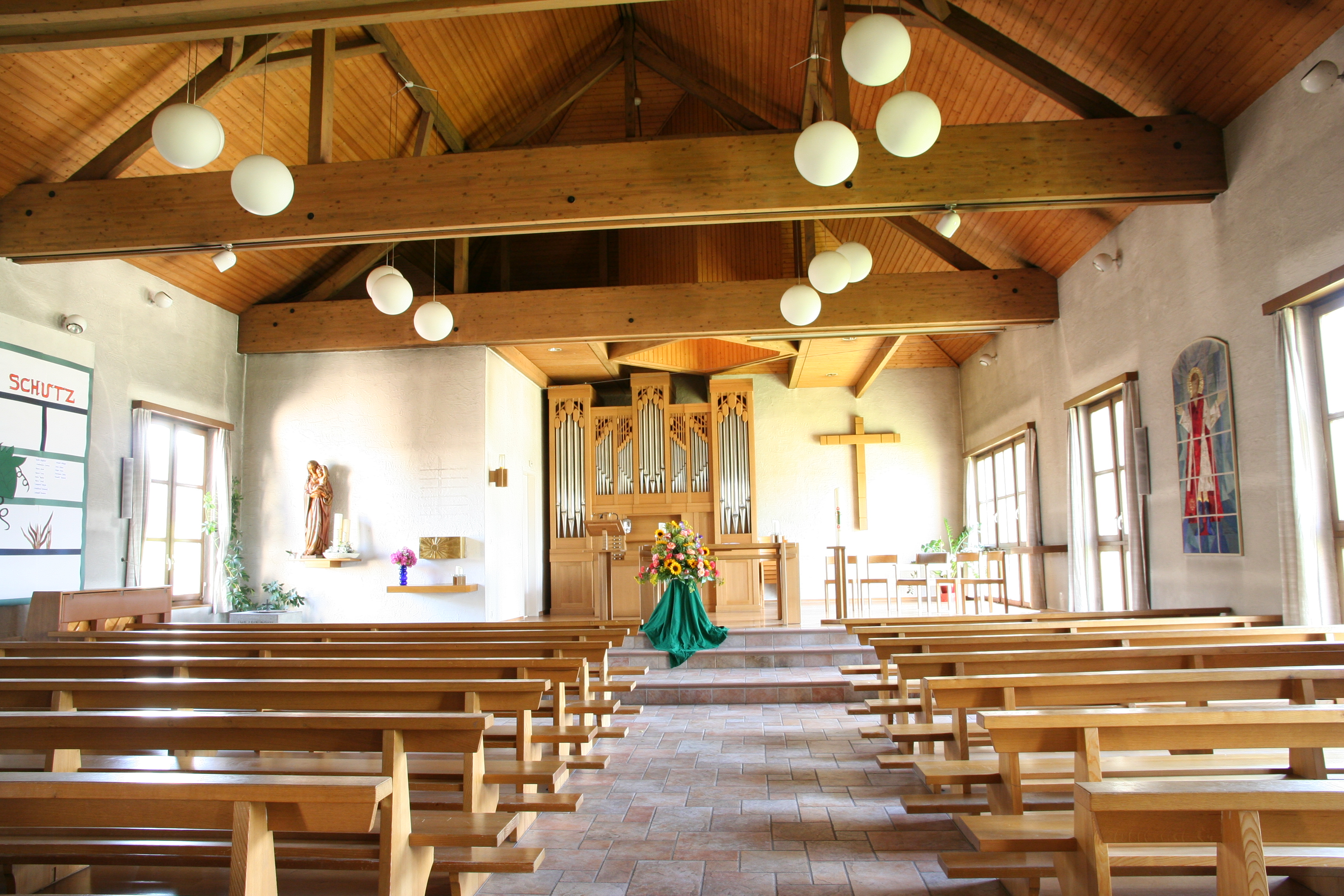
Innenansicht der ersten Kirche, Bauzustand 1998–2014
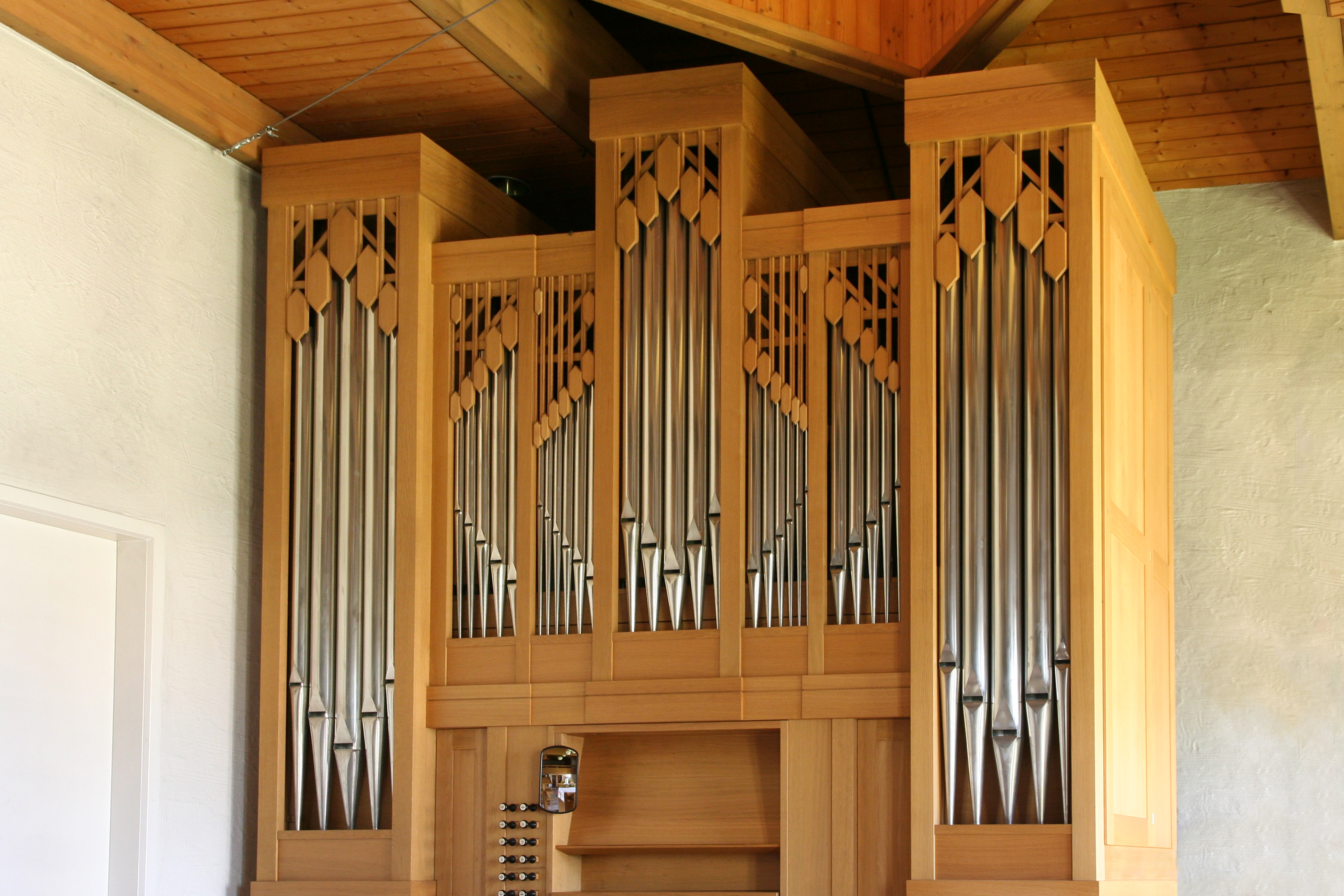
Die Hauser-Orgel in der alten Kirche

### Innenraum und künstlerische Ausstattung
Die erste Kirche St. Mauritius war ein längsrechteckiger Raum, der zwischen 1959 und 1964 neben profanen Zwecken auch für Gottesdienste hergerichtet wurde. 1965 wurde der Saal in einen Kirchenraum umgestaltet, indem ein erhöhter Altarbereich und eine Sakristei eingebaut wurden. Die Kirchenbänke konnten von einer Kirche in der Innerschweiz übernommen werden. 1982 erfolgte der zweite Umbau des Raumes. Hierbei wurde die Saaldecke entfernt, sodass der Raum an Höhe gewann und der Dachstuhl sichtbar wurde. Über dem Altar wurde ein Lichtschacht vom Dach herabgezogen, um mit dem Tageslicht die Bedeutung des Altars hervorzuheben. Den Vorgaben des Zweiten Vatikanums entsprechend, erhielt der kirchliche Raum einen neuen Volksaltar und einen Ambo, die wie die neuen Bänke aus hellem Holz gearbeitet waren. Ältere Einrichtungsgegenstände waren die Muttergottes, die sich links vom Altar an der Wand befand, sowie der Taufstein vor der Muttergottes. Auf dem Taufstein war die Inschrift eingemeisselt: «Ihr seid doch durch die Taufe mit Christus begraben und mit ihm auferweckt» (Kolosser 2,12 ). An der Rückwand des Altarraums befand sich ein schlichtes Holzkreuz. Die Orgel wurde nicht auf der Empore über dem Kircheneingang aufgestellt, sondern vorne im Chorraum hinter dem Altar, sodass die Einheit von Wort und Musik im katholischen Gottesdienst auch räumlichen Ausdruck fand.

### Orgel

#### Barmettler-Orgel (1976–1997)
Im Jahr 1976 wurde eine Orgel von Ernst W. Barmettler, Kriens, auf der Orgelempore aufgestellt. Es handelte sich um ein mechanisches Instrument mit 5 Registern auf einem Manual und angehängtem Pedal. Dieses Instrument stammte aus dem Jahr 1972 und war ursprünglich für einen anderen Standort gebaut worden. Bei der Innenrenovation der Kirche im Jahr 1982 wurde eine Bodenheizung installiert, welche die für die Orgel schädliche Warmluftheizung ersetzte.
Disposition:
| I Manual C–g3   |        |
| Holzgedackt     | 8′     |
| Rohrflöte       | 4′     |
| Prinzipal       | 2′     |
| Terzian (ab c1) | 1 3⁄5′ |
| Cymbel          | 1′     |

#### Hauser-Orgel (ab 1998)

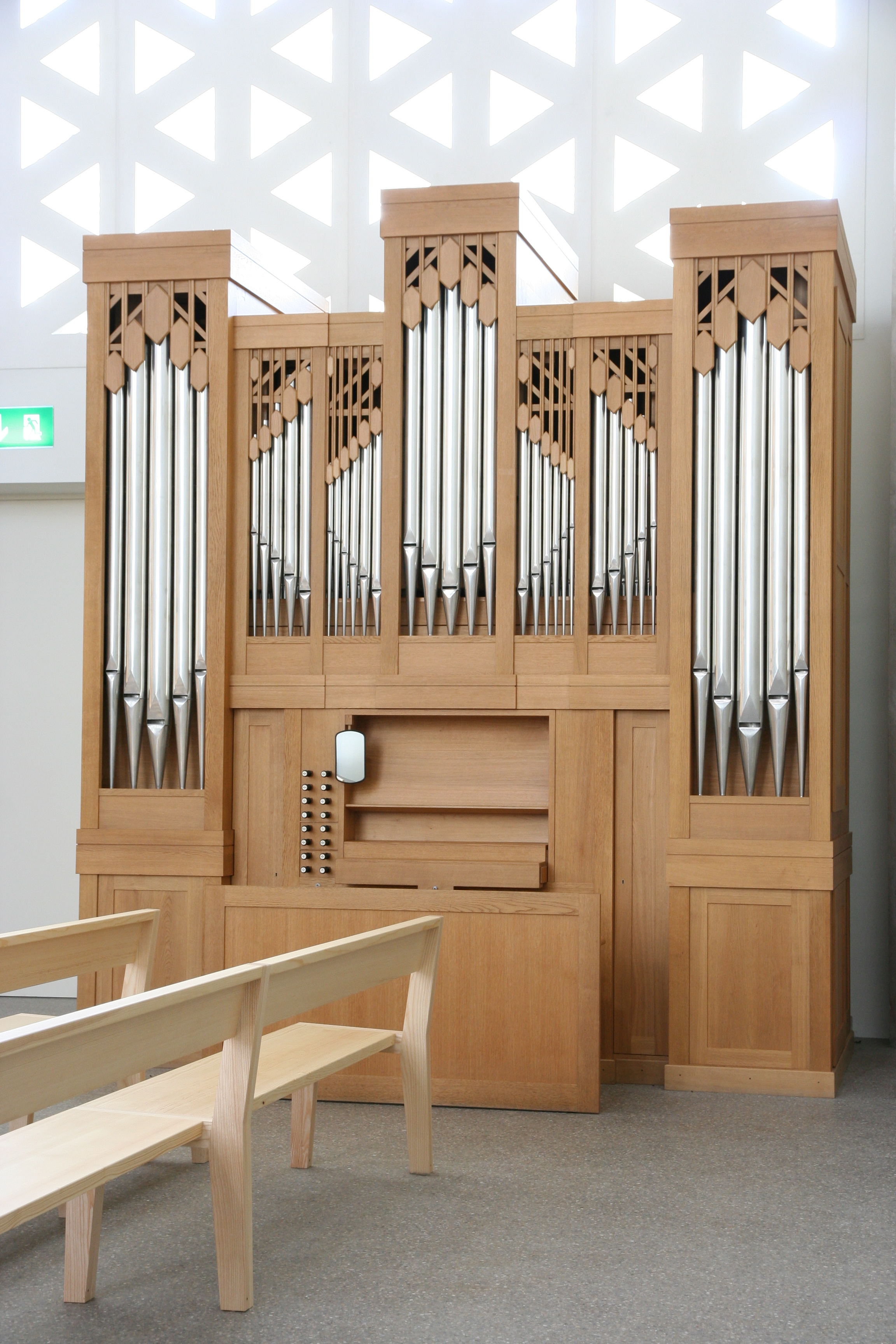
Hauser-Orgel in der neuen Kirche 2016

Im Jahr 1998 wurde die heutige Orgel der Kirche von der Firma Armin Hauser, Kleindöttingen, erbaut. Es handelt sich um ein mechanisches Instrument mit 13 Registern, einer Transmission und einer Verlängerung auf zwei Manualen und Pedal. Das neue Instrument wurde aus liturgischen, aber auch aus klanglichen Gründen und vom Platzbedarf her nicht mehr auf die Empore gestellt, sondern befand sich in der ersten Kirche im Chorraum hinter dem Altar. Nach der Fertigstellung der neuen Kirche St. Mauritius wurde die Orgel 2016 unverändert im neuen Kirchenraum aufgestellt.

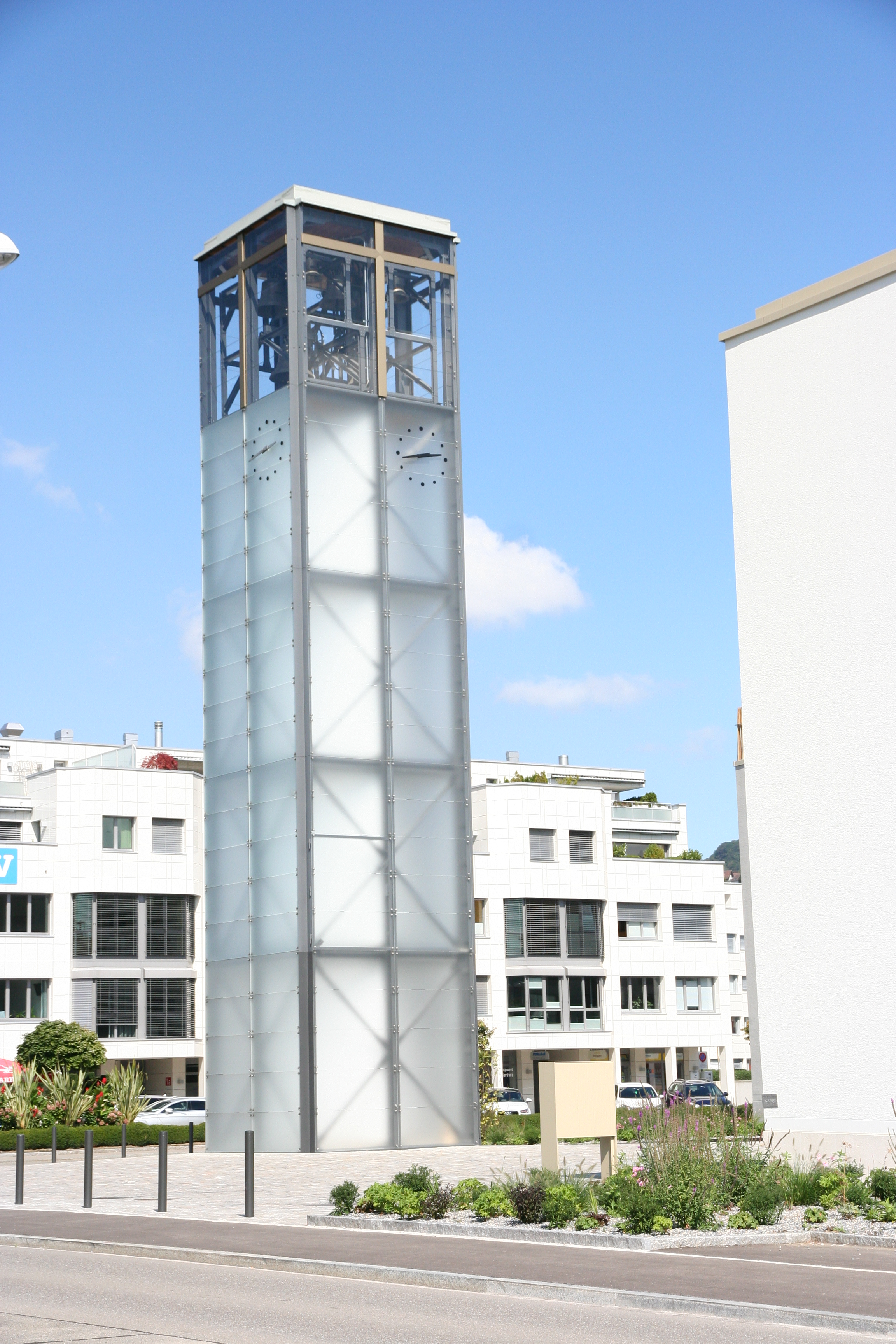
Kirchturm im Bauzustand 2016

Disposition:
| I Manual C–g3 |        |
| Prinzipal     | 8′     |
| Rohrflöte     | 8′     |
| Oktave        | 4′     |
| Spitzflöte    | 4′     |
| Nazard        | 2 ⁄3′  |
| Oktave        | 2′     |
| Terz          | 1 3⁄5′ |
| Mixtur III    | 1 ⁄3′  |

| II Schwellwerk C–g3 |    |
| Flöte               | 8′ |
| Gedacktflöte        | 4′ |
| Blockflöte          | 2′ |
| Trompete            | 8′ |

| Pedal C–f1              |     |
| Subbass                 | 16′ |
| Flöte (Verlängerung)    | 8′  |
| Trompete (Transmission) | 8′  |

- Koppeln: II/I, I/P, II/P, II/P 4′

## Die zweite St.-Mauritius-Kirche (ab 2016)

### Aussenansicht und Kirchturm
Wie ihr Vorgängerbau liegt auch die heutige Kirche St. Mauritius gegenüber dem Bahnhof Bonstetten-Wettswil. Der Kirchturm zeigt den Passanten, dass sich im Innern des neu errichteten Gebäudes an der Stationsstrasse ein sakraler Raum befindet. Auf der Westseite zum Bahnhof besteht das Gebäude aus geraden Gebäudekanten und beherbergt im Innern das Pfarreizentrum, auf der Ostseite dagegen, wo der Kirchenraum angesiedelt ist, prägen abgewinkelte Fassadenflächen das Äussere des Kirchgebäudes. Das einzige schmückende Element der Kirche sind die Fensterfelder, die in verschiedenen Grössen an den Wänden des Kirchgebäudes angebracht sind. Die Fensterfelder sind mit einer Art Masswerk strukturiert, deren Grundform Dreiecke darstellen, die mit ihrer Dreizahl auf die Trinität verweisen und im Tragwerk des Innenraumes erneut aufgenommen werden.
Der Kirchturm ist aus Stahl und Glas gestaltet und wurde im Vergleich zu seinem Ursprungszustand im Rahmen des Kirchenneubaus um ein Element erhöht sowie um 20 Meter versetzt. Er kann nachts in verschiedenen Farben illuminiert werden. Das Geläut besteht aus fünf schwingenden und zwei festen Glocken und wurde von H. Rüetschi, Aarau, im Jahr 2005 gegossen. Am 18. September 2005 wurden die Glocken vom Altabt des Klosters Einsiedeln, Georg Holzherr, geweiht. Die Reliefs auf den Glocken gestaltete der Künstler Luke Gasser.

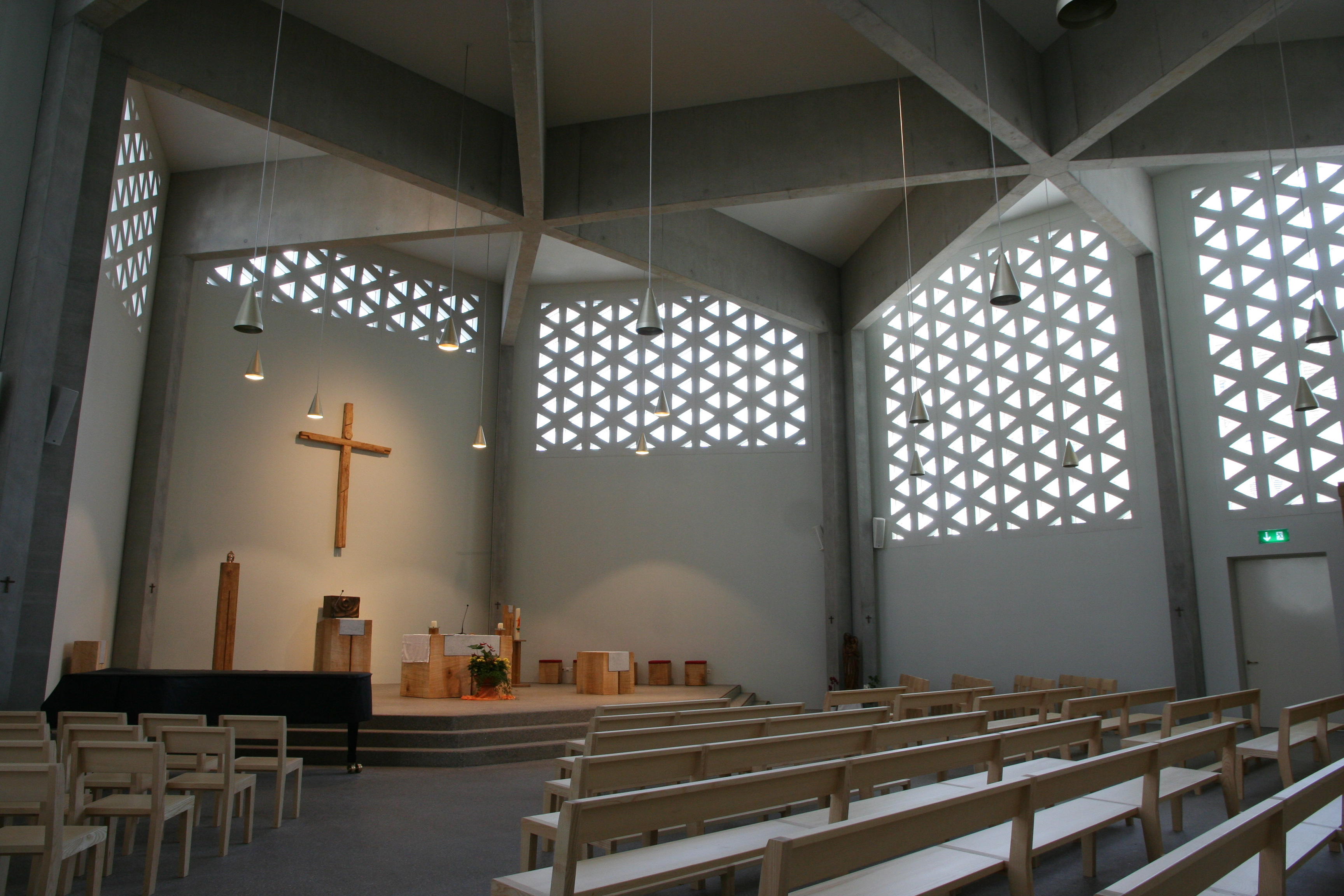
Innenansicht

| Nummer | Gewicht | Ton | Widmung       |
| ------ | ------- | --- | ------------- |
| 1      | 730 kg  | g1  | Christkönig   |
| 2      | 520 kg  | a1  | Schutzengel   |
| 3      | 420 kg  | b1  | hl. Maria     |
| 4      | 300 kg  | c2  | hl. Clara     |
| 5      | 200 kg  | d2  | hl. Mauritius |

### Innenraum und künstlerische Ausgestaltung
Durch ein Glasportal gelangt der Besucher zunächst ins Foyer, von dem aus der Kirchenraum, die Aula und das Treppenhaus zu den weiteren Räumen des Pfarreizentrums zu erreichen sind. Im Foyer befinden sich zwei Kunstwerke von Luke Gasser, der auch die künstlerische Ausstattung des Kirchenraumes vorgenommen hat. An der Wand gegenüber dem Glasportal empfängt ein Kruzifix den Besucher. Gebildet wird das Kruzifix aus zehn Elementen, die auf Gottes Wirken im Neuen Testament verweisen. Von unten nach oben sind zu erkennen: ein Kelch und ein Brotlaib, die das Abendmahl symbolisieren, ein Fisch, das Agnus Dei, ein Hirtenstab, Hände und eine Heilig-Geist-Taube. Links neben dem Kreuz sind vier Bronzetafeln angebracht, auf denen v. l. n. r. der Patron der Kirche, der hl. Mauritius, daneben die Muttergottes mit dem Jesuskind und ein Engel zu erkennen sind. Durch eine Glastür gelangt der Besuch in das Innere der Kirche, das durch den polygonalen Grundriss und durch die Fensterflächen bestimmt wird, die zum Altar hin treppenartig aufsteigen. Getragen wird die Dachkonstruktion durch Wandstützen, die an Baumstämme erinnern und die Betonstreben des Daches gleichsam als Äste tragen. Die Kirchenbänke und Stühle sind im Halbkreis auf den geosteten Altarraum ausgerichtet, der durch drei Stufen vom übrigen Kirchenraum abgehoben ist. Der Künstler Luke Gasser schuf die Elemente des Altarraums aus Pappelholz und Stein. An der Kirchenwand links des Altarraums erzählen die 14 Kreuzwegstationen vom Leidensweg Christi, auf den an der Chorwand ein Holzkreuz mit stilisiertem Corpus folgt. Als Ewiges Licht dient ein Bergkristall, der von unten erleuchtet wird. Die einheitlichen Materialien Holz und Stein für Altar, Ambo und Taufstein unterstreichen das Zueinander von der Wort-Gottes- und der Eucharistie-Feier sowie dem Sakrament der Taufe. Unter dem Kreuz an der Wand befindet sich auf einer hölzernen Stele der Tabernakel, der aus Bronze geschaffen wurde. Die Orgel der Vorgängerkirche wurde in unveränderter Form an der Südwand der Kirche aufgestellt.